# بلوار کشاورز اصفهان
بلوار کشاورز یکی از بلوارهای اصفهان است که در جنوب غربی آن و در محدوده مناطق ۱۳ و ۱۴ شهرداری اصفهان واقع شده است. این بلوار به دلیل موقعیت جغرافیایی مناسب، امکانات رفاهی و دسترسی آسان به سایر نقاط شهر، به یکی از محله‌های محبوب برای سکونت و فعالیت‌های تجاری تبدیل شده است.

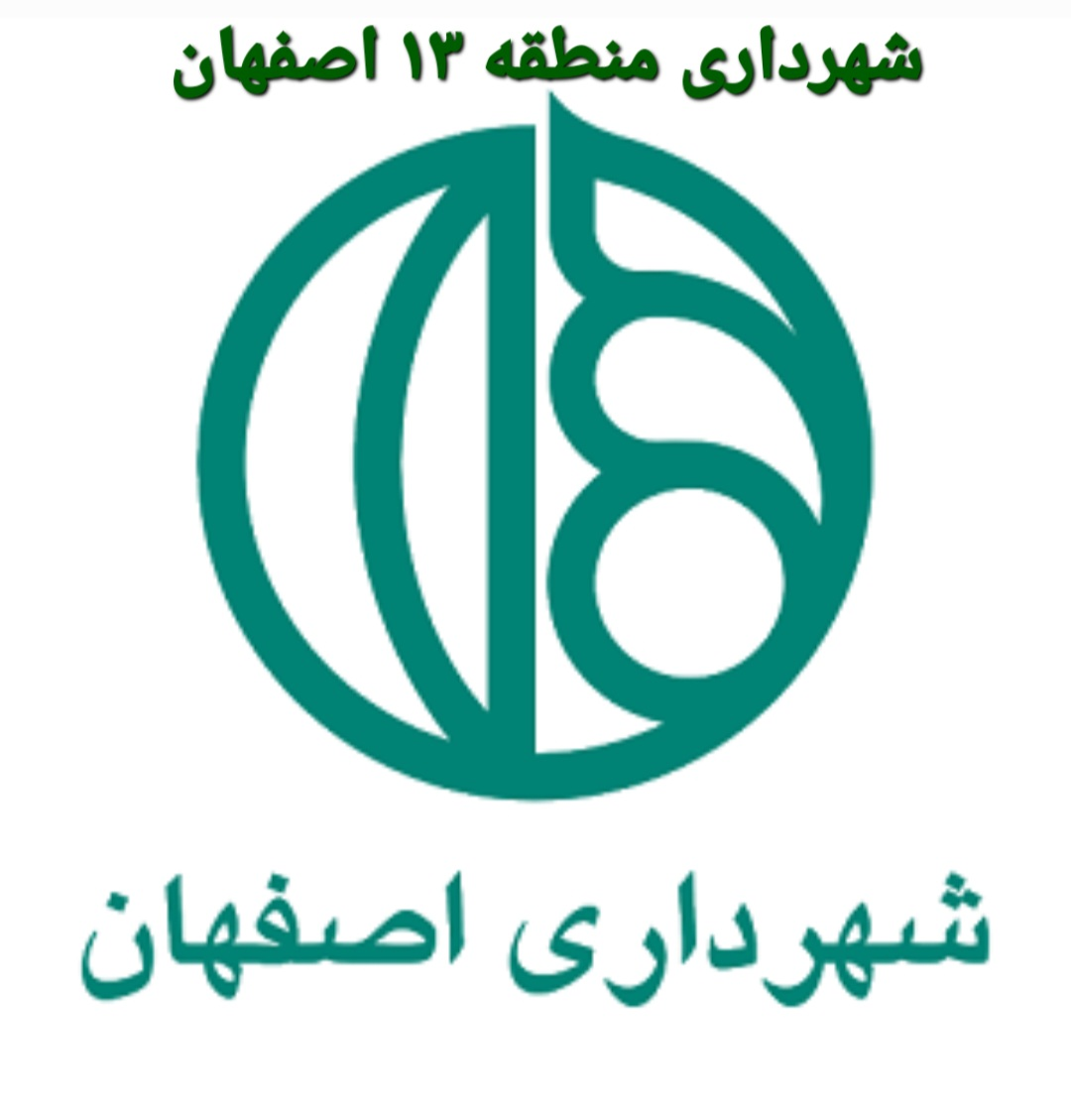
نشانواره شهرداری منطقه ۱۳

## موقعیت جغرافیایی
بلوار کشاورز از شمال به بزرگراه ها و خیابان‌های اصلی اصفهان و از جنوب به بلوار گل‌ها و بلوار دکتر حسابی محدود می‌شود. این بلوار در مجاورت محله‌هایی همچون باغ دریاچه و مهدیه قرار دارد و از شمال به جاده خاکی ادامه جاده تاکسیرانی متصل است. همچنین محله کشاورزی در جنوب غربی اصفهان، هم‌مرز با بلوار کشاورز است.
تاریخچه و توسعه
بلوار کشاورز یکی از بلوارهای نسبتاً جدید شهر اصفهان است که در سال‌های اخیر با توسعه ساخت‌وسازهای مسکونی و تجاری، رشد قابل توجهی داشته است. شهرداری اصفهان در برنامه‌های توسعه شهری خود، توجه ویژه‌ای به بهبود زیرساخت‌ها و امکانات این منطقه داشته است تا کیفیت زندگی ساکنان افزایش یابد.
امکانات و خدمات
این بلوار به دلیل وجود ایستگاه‌های متعدد حمل‌ونقل عمومی، از جمله خطوط اتوبوس و بی‌آرتی، دسترسی مناسبی به سایر نقاط شهر دارد. همچنین پارک‌ها، مراکز خرید، مدارس و مراکز درمانی در نزدیکی بلوار کشاورز، امکانات رفاهی متنوعی را برای ساکنان فراهم کرده‌اند. باغ پرندگان اصفهان نیز در نزدیکی این منطقه واقع شده که یکی از جاذبه‌های طبیعی شهر محسوب می‌شود.
ویژگی‌های اجتماعی و فرهنگی
بلوار کشاورز با جمعیت متنوع و جوان، محیطی پویا و اجتماعی دارد. وجود فضاهای سبز و فرهنگی در اطراف بلوار، فرصت‌هایی برای فعالیت‌های فرهنگی و تفریحی فراهم کرده است. همچنین این منطقه به دلیل آرامش نسبی و کیفیت بالای زندگی، مورد توجه خانواده‌ها و افراد جویای سکونت در محیطی مدرن قرار گرفته است.
چالش‌ها و برنامه‌های آینده
با رشد سریع جمعیت و ساخت‌وساز در بلوار کشاورز، چالش‌هایی مانند ترافیک، کمبود پارکینگ و نیاز به توسعه زیرساخت‌های شهری مطرح شده است. شهرداری اصفهان برنامه‌هایی برای بهبود وضعیت ترافیکی، افزایش فضای سبز و توسعه خدمات عمومی در این منطقه در دست اجرا دارد.

## محله های دسترسی از بلوار کشاورز
- کوی امیریه
- کوی ولیعصر
- کوی گلزار
- کوی شفق
- کوی گلها
- کوی پردیس
- باغ فردوس
- دستگرد
- قائمیه